# Freudenhaus Hase

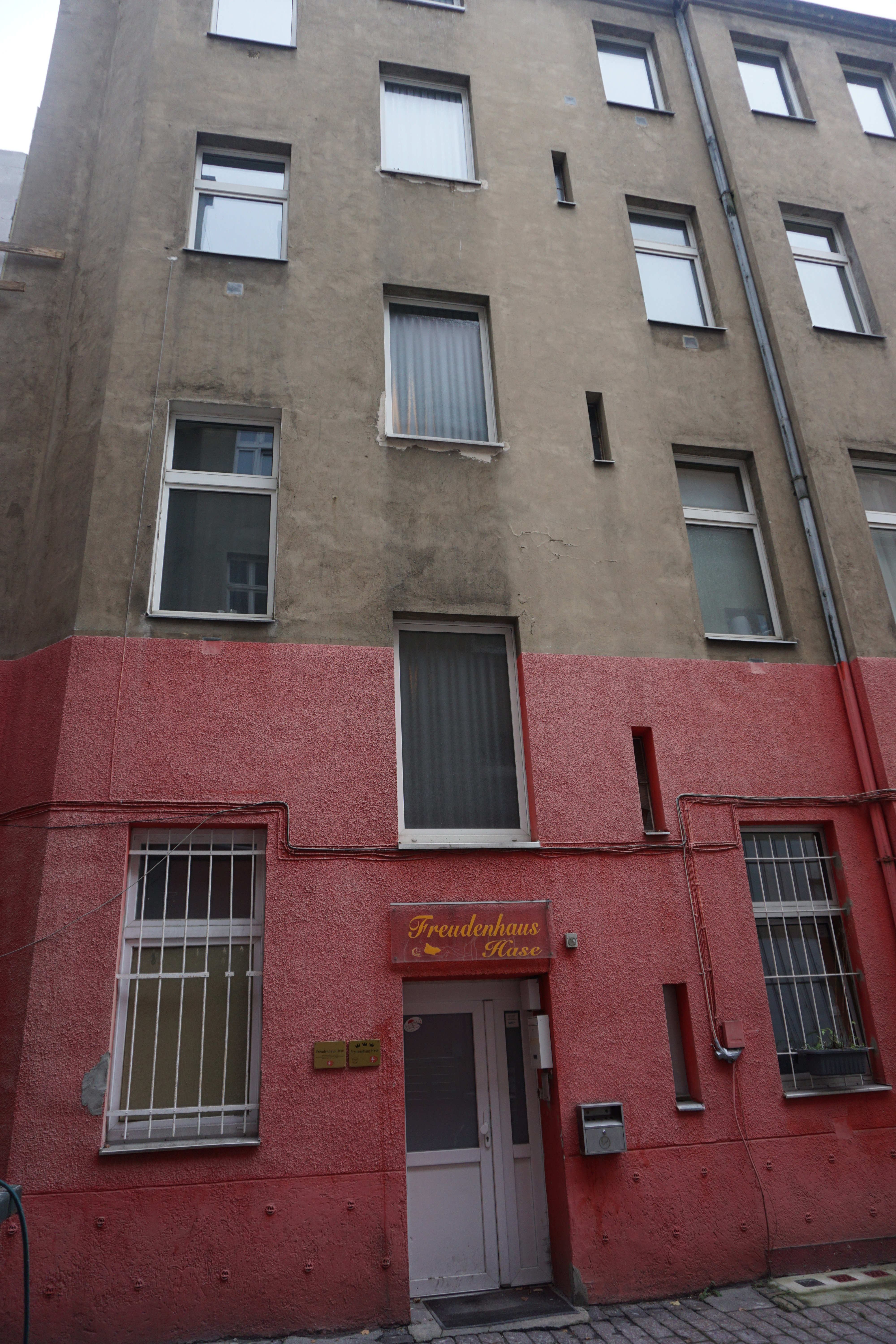
Das Freudenhaus Hase, 2021

Das Freudenhaus Hase ist ein Bordell in Berlin-Gesundbrunnen und zugleich ein kultureller Veranstaltungsort. Seit dem 3. Januar 2005 als erstes Laufhaus in Berlin konzipiert, bietet das Etablissement seit 1996 in loser Folge Künstlern Raum für Ausstellungen, Konzerte und Theateraufführungen. Vor 2005 gab es sogenannte Laufhaustage.
Ausgestellt wurden seit 1996 unter anderem Arbeiten der Künstler Wolfgang Ramisch, Ipett Schwarzweldt, Gabriele Trillhaase, Zohar Kaniel (Fotograf) und Dodi Reifenberg.
Die Künstlerin und Regisseurin Annette Kuß inszenierte im Haus 2006 im Auftrag der Berliner Theaterinstitution Hebbel am Ufer das Stück Freudendienste. Das Theaterstück entstand durch Interviews in Zusammenarbeit mit mehreren Prostituierten und der Prostitutionsvereinigung Hydra e. V. Ziel der Inszenierung war eine kritische Auseinandersetzung mit dem Thema Prostitution. Nach der Uraufführung am 14. Januar, mit einem angeschlossenen Konzert der Berliner Queer-Künstlerin Claire Grube, gab es bis Ende Februar 2006 weitere elf Aufführungen.
Über den für ein Theaterstück ungewöhnlichen Veranstaltungsort sowie über das Stück selbst, wurde in mehreren Medien berichtet. Entsprechende Beiträge erfolgten von mehreren Fernsehsendern, wie in ARTE, in 3sat und im RBB sowie in verschiedenen Zeitungen und Zeitschriften, wie der taz, der Berliner Morgenpost, der Wochenzeitung Freitag und im Magazin Focus. Die von der Regisseurin Annette Kuß für die Erarbeitung des Theaterstücks zugrunde gelegten ethnologischen Methoden der Feldforschung, die künstlerische Umsetzung des gesellschaftlich tabuisierten Themas Prostitution sowie die Einbeziehung und Reflexion des Freudenhauses Hase als authentischer Ort und der dortigen Prostituierten und deren Freiern waren 2006 auch Gegenstand einer ethnographischen Fachtagung in Berlin.
2013 war das Freudenhaus Hase einer der „Tatorte“ des Berliner Krimimarathons.